# Efraim Halevy

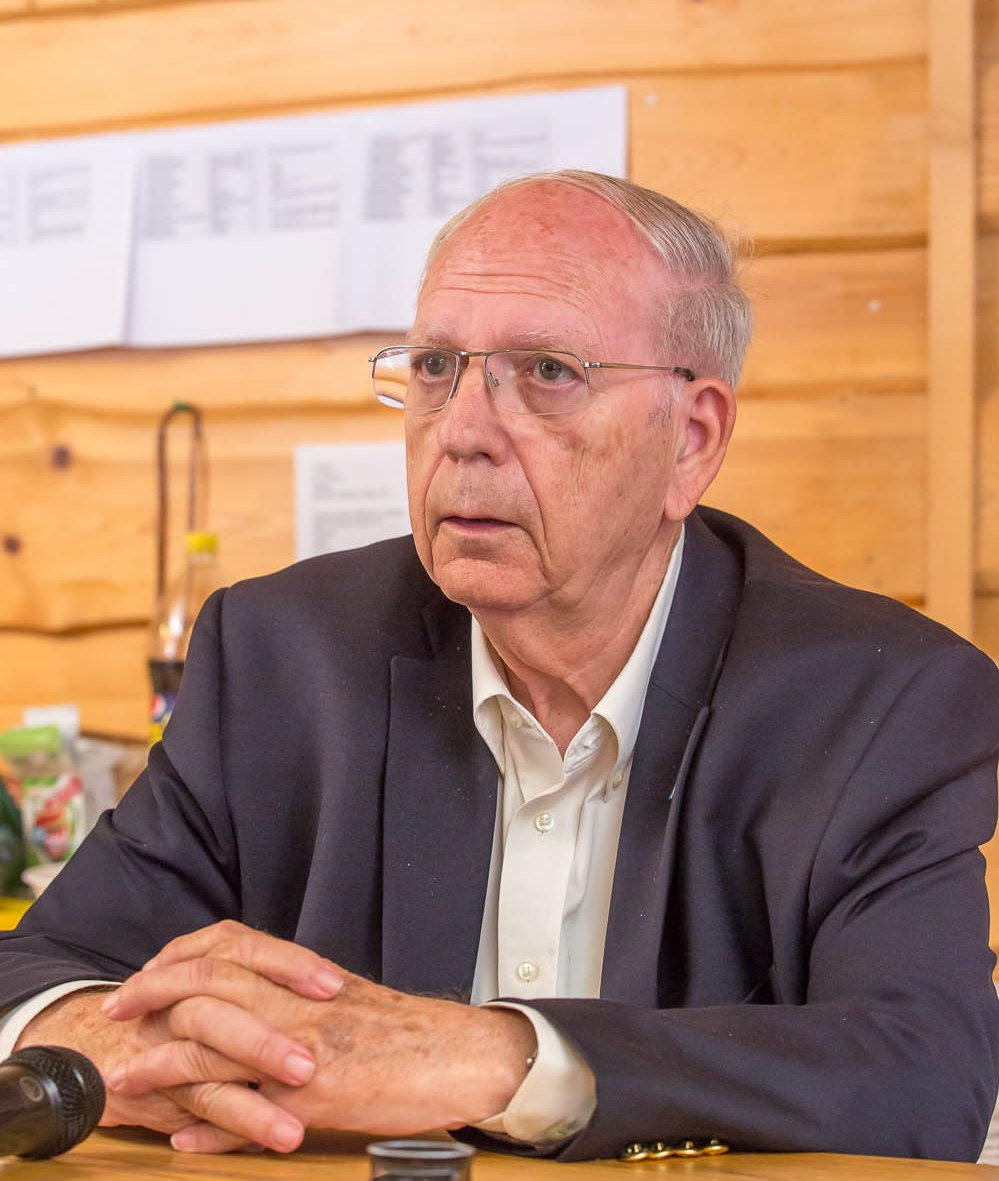
Efraim Halevy (2014)

Efraim Halevy, auch Ephraim Halevy (hebräisch אפרים הלוי; geboren 1934 in London), ist Rechtsanwalt und war von 1998 bis 2002 der neunte Direktor des israelischen Auslandsgeheimdienstes Mossad. Er trat die Nachfolge von Dani Jatom an und wurde von Meir Dagan abgelöst. Von 2002 bis 2003 war er Vorsitzender des israelischen Sicherheitsrates.
Als eine Person, die in Jordanien Vertrauen genoss, spielte Halevy eine zentrale Rolle beim Aushandeln des israelisch-jordanischen Friedensvertrages von 1994.

## Leben und Karriere
Halevy war das Kind einer etablierten orthodox jüdischen Familie. Er emigrierte 1948 nach Israel und besuchte dort die religiös orientierte Schule Ma’aleh in Jerusalem. Anschließend studierte er erfolgreich Rechtswissenschaft an der
Hebräischen Universität Jerusalem. Von 1957 bis 1961 war er Herausgeber des Journal Monthly Survey. 1961 begann er für den Mossad zu arbeiten und verblieb dort die nächsten 28 Jahre. 1967 wurde er in das Chief Branches Forum des Transatlantic Institute benannt, wo er 2007 einen Vortrag hielt. Von 1990 bis 1995 war er unter Schabtai Schavit stellvertretender Direktor des Mossad und Leiter des Hauptquartiers. 1996 wurde Efraim Halevy der israelische Botschafter bei der Europäischen Union in Brüssel.
Halevy diente als Gesandter und Vertrauter von fünf israelischen Premierministern: Jitzchak Schamir, Jitzchak Rabin, Benjamin Netanjahu, Ehud Barak und Ariel Scharon. Er nahm als Verbindungsmann Jitzchak Rabins zum haschemitischen Königshaus eine aktive Rolle beim Aushandeln des israelisch-jordanischen Friedensvertrages von 1994 ein. Nach dem 1997 in Jordanien fehlgeschlagenen Mordanschlag des Mossad auf den Hamas-Führer Chalid Maschal war er an der Beilegung der entstandenen Krise und der Freilassung eines der festgenommenen Mossad-Agenten beteiligt. Im März 1998 nahm er die Stelle des zurückgetretenen Mossad-Leiters Dani Jatom ein und behielt sie, bis er 2002 von Meir Dagan abgelöst wurde.
Im Oktober 2002 trat Halevy vom Amt des Mossad-Chefs zurück und wurde Vorsitzender des Nationalen Sicherheitsrates. 2003 trat er unter Kritik an Ariel Scharon auch von diesem Amt zurück und arbeitete fortan für die Hebräische Universität Jerusalem.
Halevy gilt im Gegensatz zu anderen Geheimdienstmitarbeitern, die eher extreme ideologische Positionen einnehmen, im israelisch-palästinensischen Konflikt als nüchterner Pragmatiker. 2007 äußerte er, dass Israel aus einer Position der Stärke heraus versuchen sollte, mit der Hamas zu verhandeln. Sie werde von den Palästinensern respektiert und hielte in der Regel Wort. „Sie sind keine sehr angenehmen Leute, aber sie sind sehr, sehr glaubwürdig“, sagte er.
2006 veröffentlichte er das Buch Man in the Shadows, in dem er die Geschichte des Mittleren Ostens seit den späten 1980er Jahren beschreibt. Er sprach im April desselben Jahres in der Daily Show über das Buch und war Gast in der Charlie Rose Show.
Im Januar 2007 wurde in Portugal ein Interview mit Halevy veröffentlicht, in dem er äußerte, der Westen befände sich in einem „Dritten Weltkrieg“ mit dem radikalen Islam und es würde noch mindestens 25 Jahre dauern, diesen zu gewinnen. Einen nuklearen Angriff durch militante Islamisten hielt er für wahrscheinlich. 2011 äußerte er, der Iran solle daran gehindert werden, eine Nuklearmacht zu werden, warnte jedoch vor einem Angriff auf das Land, der unabsehbare Folgen für die ganze Region hätte. Er fügte hinzu, die zunehmende Radikalisierung des ultraorthodoxen Judentums stelle ein größeres Risiko als Mahmud Ahmadinedschad dar.
Der studierte Jurist Halevy gab 2016 vor jüdischen Studenten in London zu, das Studium habe ihm im Verlauf seiner Karriere geholfen, das Gesetz zu brechen. Er werde nicht sagen, wie oft er das getan habe, denn er wolle nicht den Rest seines Lebens im Gefängnis verbringen. Der amtierende israelische Minister für Nachrichtendienste, Israel Katz, kritisierte diese Aussage. Es bestehe eine „unglaubliche Lücke“ zwischen dem Wissen einiger früherer Mossad-Chefs und der Verantwortung oder Verantwortungslosigkeit, die sie nach dem Ende ihrer Tätigkeit an den Tag legten. Er zitierte aus dem Talmud: „Schweigen ist ein Zaun um die Weisheit.“

## Werke
- The Role of the Intelligence Community in the Age of Strategic Alternatives for Israel (englisch)[2]
- Man in the shadows : inside the Middle East crisis with the man who led the Mossad. St. Martin’s Press, New York 2006, ISBN 978-0-312-33771-1 (englisch).
- 13 años que cambiaron el mundo : mi vida en el Mossad; Paperback, 334 Seiten. Ediciones B, Barcelona 2007, ISBN 978-84-666-3393-2 (spanisch).